# Руминов, Павел Юрьевич
Па́вел Ю́рьевич Руми́нов (род. 25 ноября 1974, Владивосток) — российский кинорежиссёр и сценарист.

## Биография
Родился во Владивостоке, там же окончил школу. Проучившись несколько месяцев на журфаке ДВФУ, уехал в Москву.
В качестве монтажёра участвовал в съёмках таких картин, как «В движении», «Прогулка», «Антикиллер». Автор сценариев и режиссёр клипов  Земфиры, «Мумий Тролля», «Ундервуда», Дельфина, Найка Борзова и др.
Также работал журналистом, занимал должность зам. главного редактора газеты «Новости».
С 2004 года - в кинематографе в качестве режиссёра, сценариста, актёра.
В ноябре 2023 года устроил забастовку против продюсерского произвола.

## Фильмография

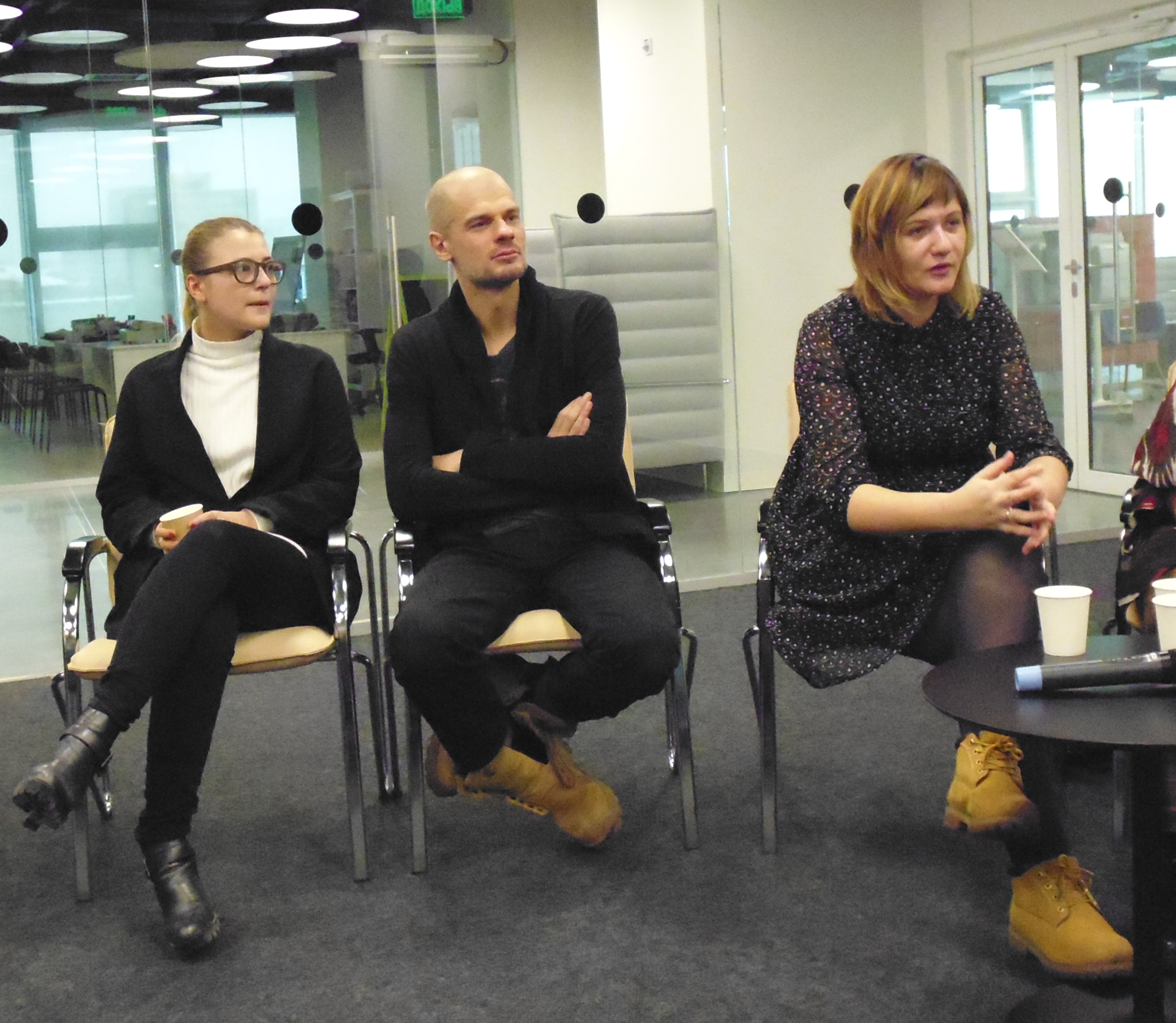
Павел Руминов на встрече в Ельцин-центре (Екатеринбург, ноябрь 2016 года)

### Режиссёр
- 2004 — Дедлайн
- 2004 — Человек, который молчал
- 2006 — Записка
- 2007 — Мёртвые дочери
- 2007 — Крах клуба любителей самопознания
- 2007 — Это не проблема
- 2007 — Облучение
- 2008 — Путешествие Кати на собственную планету
- 2008 — Визит мушкетёра
- 2009 — Обстоятельства
- 2009 — Два часа
- 2009 — Приключения звёздной пыли
- 2009 — Сценаристы
- 2011 — Это просто болезнь
- 2012 — Я буду рядом
- 2014 — Жизнь Юли
- 2016 — Дизлайк
- 2016 — Статус: Свободен
- 2016 — Машина любви
- 2017 — Про любовь. Только для взрослых
- 2019 — Успех

### Сценарист
- 2002 — Одиночество крови
- 2004 — Deadline / Ключевое действие
- 2004 — Человек, который молчал
- 2007 — Мёртвые дочери
- 2009 — Обстоятельства
- 2009 — Life Is A Day
- 2009 — Два часа
- 2012 — Я буду рядом
- 2014 — Чемпионы
- 2016 — Дизлайк
- 2016 — Машина любви
- 2017 — Про любовь. Только для взрослых
- 2018 — Лето[1]
- 2018 — Тренер[1]
- 2019 — Дорогой папа
- 2019 — Успех

### Клипы

#### Клипы дляДельфина
- «Надя»
- «QT»
- «Тебя»
- «Радиоволна»
- «Пляж»
- «Любовь»,
- «Дверь»

Также снял клипы для Земфиры, групп «Ундервуд», «Мумий Тролль», Silence Kit и других.

## Награды
- 2004 — XV Открытый фестиваль «Кинотавр», Программа «Дебют — Кинотавр. Короткий метр» (Диплом жюри /Диплом Гильдии киноведов и кинокритиков России) «За весьма убедительное изображение пыток современного сценарного творчества»
- 2004 — II Фестиваль «Московская Премьера» — Приз зрительских симпатий за лучший фильм программы «Арт-линия» — «Ключевое действие»[2]
- 2004 — XIV Международный кинофестиваль в Тусоне, Аризона (специальный приз жюри)
- 2005 — I Фестиваль действительного кино «Кинотеатр.doc», Москва (специальный приз жюри)
- 2012 — Главный приз 23-го Открытого российского кинофестиваля «Кинотавр» — «Я буду рядом»[3].